# 朱延嗣
朱延嗣（？—826年），唐朝将领，朱滔曾孙。父朱克融。
朱延嗣在其父死后，短暂控制卢龙镇（军部在今北京）。
朱延嗣生年不详。长庆元年（821年），当时在卢龙镇任将军的朱克融趁卢龙军兵变反对朝廷任命的节度使張弘靖之机控制了卢龙镇。朱克融随后接受了朝廷的任命，但实质割据卢龙，独立于朝廷。朱延嗣是朱克融的次子。
宝历二年（826年）五月，朱克融及其长子朱延齡在兵变中被杀。另一部分士兵拥立朱延嗣主军务。朱延嗣自称留后。朱延嗣不遵朝廷旨意，虐待治下百姓。八月，都知兵马使李再义趁众怒，与其弟牙内兵马使李再宁发动了另一场兵变，杀了朱延嗣，族灭其家三百余人。李再义被军中推为权知留后，九月，监军上奏兵变事，李再义也上表朝廷奏明朱延嗣的罪状。十月，朝廷任李再义为新任节度使。

## 评价
- 《旧唐书》
  - 史臣曰：如朱克融、杨志诚、史元忠、张公素、李可举、李全忠，以不仁得之，靡更曩志。或寻为篡夺，或仅传子孙，咸非令终，盖其宜也。
  - 赞曰：余因篡得，不仁何逃？[2]
- 《新唐书》赞曰：至克融再得幽州，朱氏无遗种，其祸与泚钧，而族夷有先后为间也。[4]